# Raska, Borodeanka
Raska (în ucraineană Раска) este un sat în așezarea urbană Piskivka din raionul Borodeanka, regiunea Kiev, Ucraina.

## Demografie
Componența lingvistică a localității Raska
     Ucraineană (95,39%)
     Rusă (3,29%)
     Alte limbi (0,66%)
Conform recensământului din 2001, majoritatea populației localității Raska era vorbitoare de ucraineană (95,39%), existând în minoritate și vorbitori de rusă (3,29%).